# عزیز جانم
عزیز جان (انگلیسی: My Dear Heart)
نام یک گونه هنری است که در سبک خیال‌پردازی و درام می‌باشد.